# Медленные медиа
Медленные медиа (англ. Slow media) — движение, нацеленное на производство и потребления качественного информационного контента. Движение «slow media» имеет много общего со «slow food», которое в свою очередь выросло как противоположность фастфуду. Движение сформировалось в контексте стремительного ускорения подачи массовой информации и развитием таких социальных сервисов как Twitter или Facebook, где информация обновляется в реальном времени. Как и «слоуфуд», «медленные медиа» предполагают не быстрое потребление продукта (в данном случае информационного), а вдумчивый подбор ингредиентов и тщательное приготовление.
Изначально инициатива медленных медиа появилась в Америке в 2010 году, а позже и в Европе. В этом же году в Германии вышел «Манифест медленных медиа», включающий в себя 14 принципов.
На русском языке «Манифест медленных медиа» был опубликован в газете «Частный корреспондент».